# Riley Damiani
Riley Damiani (Mississauga, Ontario, 20 de marzo de 2000) es un jugador profesional canadiense de hockey sobre hielo que se desempeña en la posición de centro en Dallas Stars, equipo de la National Hockey League (NHL).

## Carrera
Fue seleccionado en la quinta ronda en la NHL Entry Draft de 2018. En 2021 hizo su debut profesional con el equipo Dallas Stars, donde lleva jugando una temporada.